# Тукций Цериал
Тукций Цериал (лат. Tuccius Cerialis) — римский политический деятель конца I века.
О карьере Тукция Цериала известно только лишь то, что в 93 году он занимал должность консула-суффекта вместе с Гаем Корнелием Раром Секстием. Дальнейшая его биография неизвестна.